# Juliana FitzGerald
Juliana FitzGerald, signora di Thomond (Dublino, 1263 circa – 24 settembre 1300), figlia di Maurice FitzGerald, III signore di Offaly si sposò con Tommaso di Clare, signore di Thomond, membro della potente famiglia anglo-normanna dei de Clare.
Juliana FitzGerald nacque a Dublino attorno al 1263, suo padre era gran giustiziere e nelle famiglia della madre si contavano parentele con importanti famiglie, la sua bisnonna era Egidia de Lacy, e fra gli antenati si poteva ravvisare una parentela con il leggendario Brian Boru, il traditore Dermot MacMurrough e Matilde de Braose. Sua madre Matilde morì prima del 1273 e il padre presto si risposò con Emmeline Longespèe da cui però non ebbe figli.
Nel febbraio 1275 quando Juliana aveva appena dodici anni venne sposata a Tommaso di Clare, di quasi vent'anni più vecchio di lei. Il marito che le era stato scelto era il figlio di Matilde de Lacy e di Riccardo di Clare, VI conte di Gloucester e amico di re Edoardo I d'Inghilterra con cui era andato alle crociate.

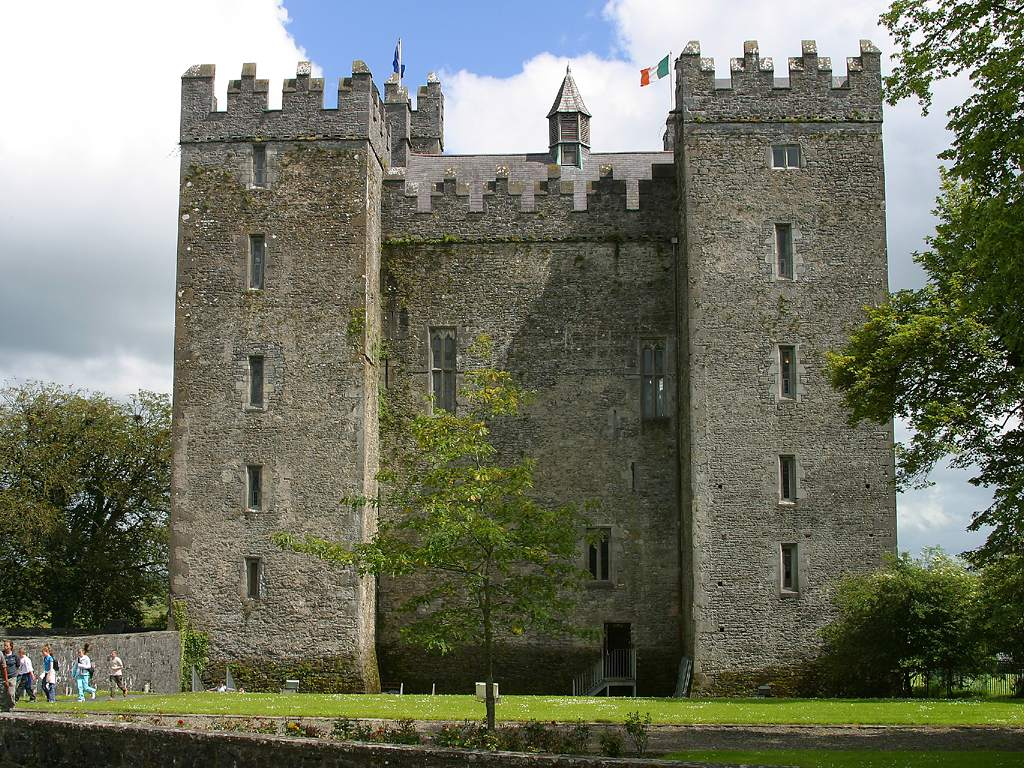
Castello di Bunratty

Juliana e Tommaso si trasferirono al castello di Bunratty rimpiazzando la vecchia struttura in legno con una più solida in pietra. La sua vita matrimoniale fu contrassegnata dalla perenne guerra civile in corso fra il marito ed il clan degli O'Brien decisi a riprendersi le terre di Thomond, fu proprio la guerra a lasciarla vedova a ventiquattro anni, suo marito morì infatti il 29 agosto 1287 in battaglia.
Juliana si risposò altre due volte senza però avere figli, morì il 24 settembre 1300 all'età di trentasette anni.
Dal marito Tommaso Juliana ebbe quattro figli:
- Matilde di Clare (1276 circa 1326 o 1327)
- Gilberto di Clare, Signore di Thomond (3 febbraio 1281 - 1308)
- Riccardo di Clare, Signore di Thomond (dopo il 1281 - 10 maggio 1318)
- Margaret di Clare (circa 1º aprile 1287 - dal 22 ottobre 1333 al 3 gennaio 1334)